# Старая Шапкина
Старая Шапкина — река в России, течёт по территории Усть-Цилемского района Республики Коми. Правый приток реки Шапкиной, в которую впадает в 48 км от её устья. Длина реки составляет 22 км.

## Данные водного реестра
По данным государственного водного реестра России относится к Двинско-Печорскому бассейновому округу, водохозяйственный участок реки — Печора от водомерного поста Усть-Цильма и до устья, речной подбассейн реки — бассейны притоков Печоры ниже впадения Усы. Речной бассейн реки — Печора.
Код объекта в государственном водном реестре — 03050300212103000082523.